# Нагода (підрозділ окружного секретаріату)
Підрозділ окружного секретаріату Нагода — підрозділ окружного секретаріату округу Галле, Південна провінція, Шрі-Ланка. Складається з 53 Грама Ніладхарі.